# Janke
Janke ist ein deutscher Familienname.

## Namensträger
- Alfred Janke (* 1928), deutscher Fußballspieler
- Andreas Janke (* 1983), deutsch-japanischer Geiger
- Ansgar Janke (1941–2005), Pianist und Hochschullehrer
- Arthur Janke (1843–1928), deutscher General
- Barbara Janke (Pädagogin) (1910–2008), deutsche Reformpädagogin, Kindergärtnerin und Missionarin
- Barbara Lilian Janke, Baroness Janke (* 1947), britische Politikerin und Life Peer
- Bodek Janke (* 1979), deutscher Schlagzeuger und Tablaspieler
- Carola Janke (1834–1911), deutsche Schriftstellerin
- Dennis Janke, US-amerikanischer Comiczeichner
- Dieter Janke (1936–2012), deutscher Metallurg und Hochschullehrer
- Erich Janke (1878–?), deutscher Verleger und Redakteur
- Ernst Janke (1873–1943), deutscher Landrat
- Falk Gerd Janke (* 1963), Politiker der Alternative für Deutschland (AfD)
- Friedrich Janke (* 1931), deutscher Leichtathlet
- Gabriele Janke (Fechterin) (* 1956), deutsche Fechterin
- Gabriele Janke (Juristin) (* 1958), deutsche Juristin und Gerichtspräsidentin
- Gustav Janke (Verleger) (1849–1901), deutscher Verlagsbuchhändler
- Gustav Janke (Radsportler) (1883–1959), deutscher Radrennfahrer
- Hans Janke (1944–2022), deutscher Journalist und Medienmanager
- Heinrich Janke (1930–2023), deutscher Designer und Bildhauer
- Ingmar Janke (* 1981), deutscher Basketballspieler
- Janina Janke (* 1974), deutsche forschende Künstlerin, Regisseurin und Bühnenbildnerin
- Joachim Janke (vor 1640–nach 1650), deutscher Glockengießer im 17. Jahrhundert
- Johann Ernst Theodor Janke (1781–1841), deutscher Theologe, Beamter und Autor
- Johannes Janke (1899–1962), deutscher Bergingenieur
- Jürgen Janke (* 1948), deutscher Politiker (SPD)
- Jutta Janke (1932–2004), deutsche Übersetzerin und Herausgeberin
- Karin Janke (* 1963), deutsche Leichtathletin
- Karl Hans Janke (1909–1988), deutscher Künstler und Erfinder
- Klaus Jancke (* 1940), deutscher Marineoffizier
- Manfred Janke (* 1931), deutscher Schriftsteller und Hörspielautor
- Margarete Janke-Garzuly (1897–1972), österreich-ungarische Hochschuldozentin
- Marie-Sophie Janke (* 1998), österreichische Sängerin (Sopran)
- Maximilian Janke (* 1993), deutscher Handballspieler
- Nina Janke (* 1982), deutsche Schauspielerin und Sängerin
- Otto Janke (1818–1887), deutscher Verlagsbuchhändler
- Paul Janke (* 1981), deutscher Fernsehdarsteller und Musikproduzent
- Paul Janke (Fußballspieler) (* 1981), deutscher Fußballspieler
- Pia Janke (* 1966), österreichische Literatur- und Theaterwissenschaftlerin
- Reiner Janke (* 1959), deutscher Orgelbauer
- Rudolf Janke (* 1930), deutscher Orgelbauer
- Urban Janke (1887–1915), österreichischer Grafiker und Designer
- Uschi Janke (* 1924), deutsche Tischtennisspielerin
- Vitali Janke (* 1976), deutscher Eishockeyspieler
- Wilhelm Janke (1933–2011), deutscher Psychologe und Hochschullehrer
- Wolfgang Janke (1928–2019), deutscher Philosoph
- Wolfhard Janke (* 1955), deutscher Physiker
- Yuki Manuela Janke (* 1986), deutsch-japanische Geigerin